# Онлайн-картографування

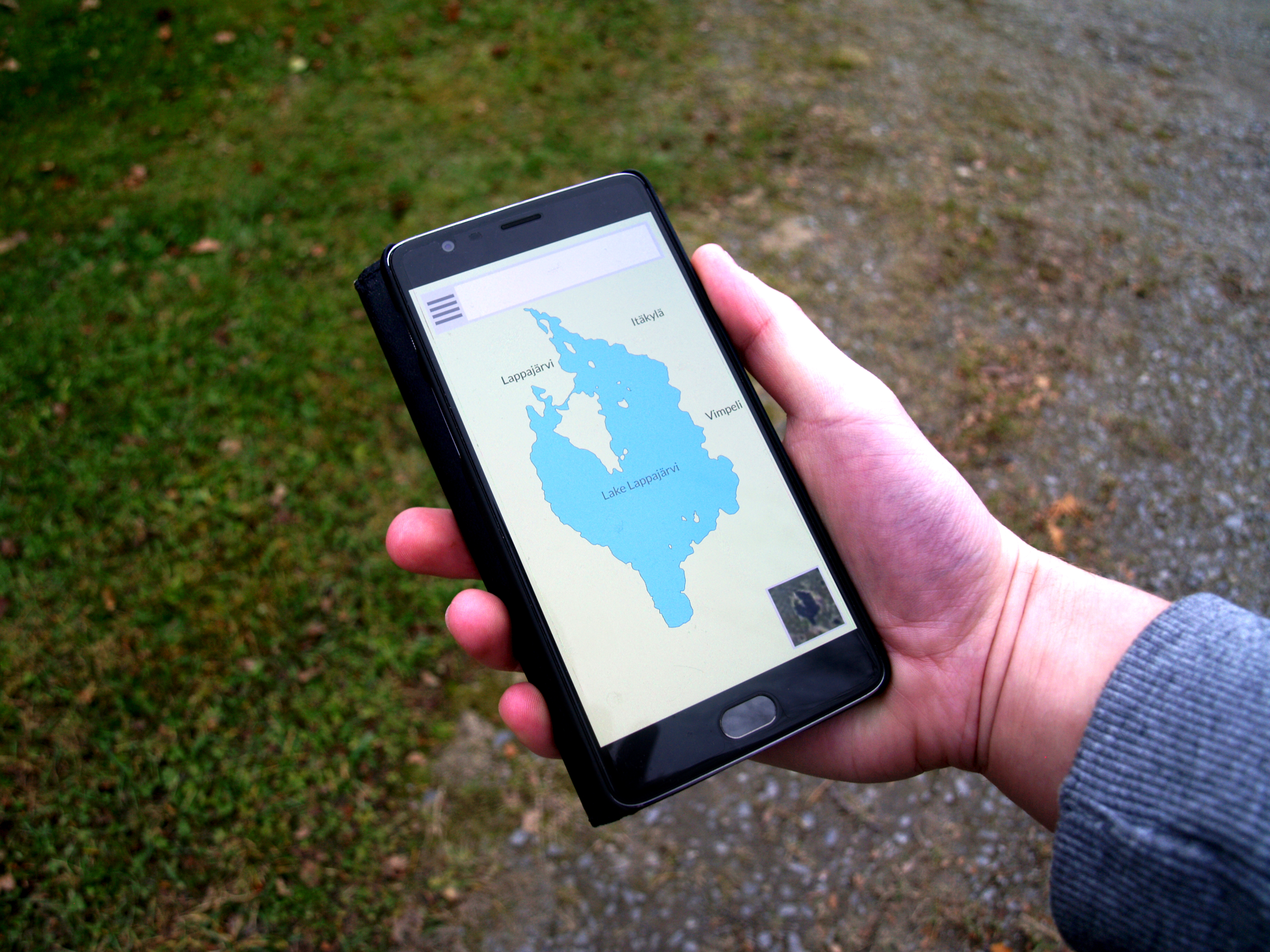
Додаток вебкарти у смартфоні

Онлайн-картографування або вебкартографування - це процес використання карт, що доставляються геоінформаційними системами (GIS) в Інтернеті, точніше у Всесвітній павутині (WWW). Вебкарта або онлайн-карта одночасно подаються і споживаються, отже, вебкартографування - це більше, ніж просто вебкартографія, це послуга, за допомогою якої споживачі можуть вибрати, що відображатиметься на карті. Веб-GIS наголошує на аспектах обробки геоданих, які більше стосуються таких аспектів проєктування, як збір даних та архітектура серверного програмного забезпечення, таких як зберігання даних та алгоритми, ніж сам звіт кінцевих користувачів.
Терміни веб-GIS та вебвідображення залишаються дещо синонімами. Веб-GIS використовує вебкарти, а кінцеві користувачі, які займаються картографуванням, отримують аналітичні можливості. Термін послуги, що базуються на розташуванні, стосується вебвідображення споживчих товарів та послуг. Вебвідображення зазвичай включає веббраузер або інший агент користувача, здатний взаємодіяти клієнт-сервер. Питання якості, зручності використання, соціальних вигод та правових обмежень є рушієм його еволюції.
Поява вебкартографування можна розглядати як основну нову тенденцію картографії. Донедавна картографія була обмежена кількома компаніями, інститутами та картографічними агентствами, що вимагало відносно дорогого та складного апаратного та програмного забезпечення, а також кваліфікованих картографів та інженерів геоматики.
Вебвідображення забезпечило безліч географічних наборів даних, включаючи безкоштовні, створені OpenStreetMap, та власні набори даних, що належать HERE, Google, Tencent, TomTom та ін. Також було розроблено та впроваджено цілий ряд безкоштовного програмного забезпечення для створення карт разом із власними інструментами, такими як ArcGIS. Як результат, бар’єр для пропуску для обслуговування карт в Інтернеті знижений.

## Типи
Перша класифікація вебкарт була зроблена Крааком у 2001 р. Він розрізняв статичні та динамічні вебкарти, а також інтерактивні та переглядав лише вебкарти. Сьогодні існує збільшена кількість динамічних типів вебкарт та статичних джерел вебкарт.

### Аналітичні вебкарти
Аналітичні вебкарти пропонують GIS-аналіз. Геодані можуть бути статичним положенням або потребують оновлення. Межа між аналітичними вебкартами та веб-GIS нечітка. Частини аналізу можуть бути проведені сервером геоданих GIS. У міру отримання вебклієнтами обробка розподіляється.

### Анімовані та в режимі реального часу
Карти реального часу відображають ситуацію явища майже в реальному часі (затримка лише на кілька секунд або хвилин). Зазвичай вони анімовані. Дані збираються датчиками, а карти формуються або оновлюються через регулярні проміжки часу або на вимогу.
Анімовані карти відображають зміни на карті з часом за допомогою анімації однієї з графічних або часових змінних. Технології, що дозволяють відображати анімовані вебкарти на стороні клієнта, включають масштабовану векторну графіку (SVG), Adobe Flash, Java, QuickTime та інші. Вебкарти з анімацією в режимі реального часу включають карти погоди, карти заторів та системи моніторингу транспортних засобів.
CartoDB запустив бібліотеку з відкритим кодом Torque яка дозволяє створювати динамічні анімовані карти з мільйонами записів. Twitter використовує цю технологію для створення карт, що відображають реакцію користувачів на новини та події у всьому світі.

### Спільні вебкарти
Спільні карти - потенціал, що розвивається. Google Earth — це комп'ютерна програма корпорації Google, що не зображує земну географічну карту, а замість цього, зображує глобус планети Земля, але картографічний вебсервіс Google Maps зображує карту Землі та земний глобус. Власне програмне забезпечення для спільної роботи з відкритим кодом користувачі спільно працюють над створенням та вдосконаленням вебвідображення. Деякі спільні проєкти вебкартографування:
- Google Earth
- Google Maps
- Baidu Maps
- Google Map Maker
- WikiMapia
- Тут Map Creator
- OpenStreetMap
- meta: Maps - огляд пропозицій вебвідображення руху Вікімедіа

### Інтернет-атласи
Традиційний атлас переживає надзвичайно великий перехід, коли розміщується в Інтернеті. Атласи можуть припинити друковані видання або запропонувати друк на вимогу. Деякі атласи також пропонують завантаження необроблених даних основних джерел геопросторових даних.

### Статичні вебкарти

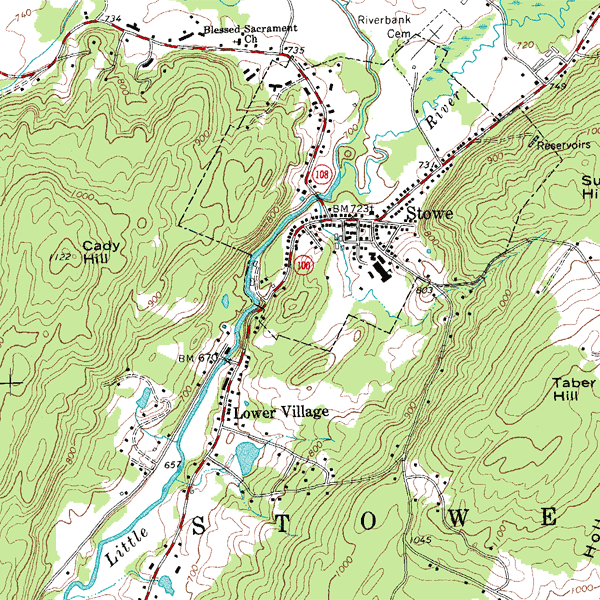
USGS DRG - статична карта

Статичні вебсторінки переглядаються лише без анімації та інтерактивності . Ці файли створюються один раз, часто вручну та рідко оновлюються. Типовими графічними форматами для статичних вебкарт є PNG, JPEG, GIF або TIFF (наприклад, drg ) для растрових файлів, SVG, PDF або SWF для векторних файлів. Сюди входять скановані паперові карти, не розроблені як екранні карти. Паперові карти мають набагато вищу роздільну здатність та щільність інформації, ніж звичайні комп'ютерні дисплеї однакового фізичного розміру, і можуть бути нечитабельними, коли відображаються на екранах з неправильною роздільною здатністю.

## Веб-GIS у хмарі
Зараз різні компанії пропонують вебкартографію як хмарне програмне забезпечення як послугу. Ці постачальники послуг дозволяють користувачам створювати та обмінюватися картами, завантажуючи дані на свої сервери (хмарне сховище). Карти створюються або за допомогою редактора браузера, або написання сценаріїв, які використовують API постачальників послуг.

## Картографія на папері, що розвивається

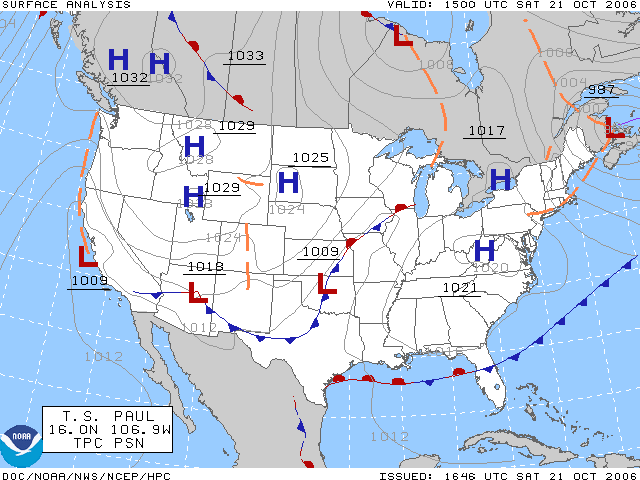
Аналіз поверхневої погоди для США 21 жовтня 2006 р.

У порівнянні з традиційними техніками, картографічне програмне забезпечення має багато переваг. Також зазначені недоліки.
- Вебкарти можуть легко доставляти актуальну інформацію. Якщо карти генеруються автоматично з баз даних, вони можуть відображати інформацію майже в реальному часі. Їх не потрібно друкувати, освоювати та розповсюджувати. Приклади:
  - Карта, що відображає результати виборів, як тільки результати виборів стануть доступними.
  - Карта заторів на основі даних про дорожній рух, зібраних сенсорними мережами.
  - Карта, що показує поточне місцезнаходження транспортних засобів масового транспорту, таких як автобуси чи поїзди, що дозволяє меценатам мінімізувати час очікування на зупинках або станціях або бути в курсі затримок в обслуговуванні.
  - Карти погоди, такі як NEXRAD .
- Програмно - апаратна інфраструктура для вебкарт дешева. Апаратне забезпечення вебсервера є дешевим, і існує безліч інструментів з відкритим кодом для створення вебкарт. Геодані, навпаки, не є; супутники та автомобільні парки використовують постійно дороге обладнання для збору інформації. Можливо, завдяки цьому багато людей все ще не хочуть публікувати геодані, особливо там, де геодані є дорогими. Вони побоюються порушення авторських прав іншими людьми, які використовують їхні дані, без належних запитів на отримання дозволу.
- Оновлення продуктів можна легко розповсюджувати . Оскільки вебкарти розподіляють як логіку, так і дані з кожним запитом або завантаженням, оновлення продукту
- може відбуватися щоразу, коли вебкористувач перезавантажує програму. У традиційній картографії, маючи справу з друкованими картами або інтерактивними картами, що розповсюджуються на офлайн-носіях (CD, DVD тощо), оновлення карт вимагає серйозних зусиль, викликаючи перевидання чи ремастеринг, а також перерозподіл носія. Завдяки вебкартам оновлення даних та продуктів стає простішим, дешевшим та швидшим, і відбувається частіше. Можливо, завдяки цьому багато вебкарт мають низьку якість як за символізацією, змістом, так і за точністю даних.
- Вебкарти можуть поєднувати розподілені джерела даних . Використовуючи відкриті стандарти та задокументовані API, можна інтегрувати (змішувати) різні джерела даних, якщо система проєкції, масштаб карти та якість даних збігаються. Використання централізованих джерел даних знімає тягар для окремих організацій зберігати копії однакових наборів даних. Недоліком є те, що потрібно покладатися на зовнішні джерела даних і довіряти їм. Крім того, завдяки доступній детальній інформації та поєднанню розподілених джерел даних можна виявити та поєднати багато приватної та особистої інформації окремих осіб. Власність та маєтки окремих людей тепер доступні через аерофотознімки та супутникові знімки високої роздільної здатності у всьому світі.
- Вебкарти дозволяють персоналізувати . Використовуючи профілі користувачів, персональні фільтри та особистий стиль та символізацію, користувачі можуть налаштовувати та розробляти власні карти, якщо вебсистеми картографування підтримують персоналізацію. Проблеми доступності можна розглядати так само. Якщо користувачі можуть зберігати свої улюблені кольори та візерунки, вони можуть уникати поєднань кольорів, яких вони не можуть легко розрізнити (наприклад, через дальтонізм). Незважаючи на це, як і на папері, вебкарти мають проблему обмеженого простору екрану, але тим більше. Це, зокрема, проблема для мобільних вебкарт; обладнання, яке перевозиться, зазвичай має дуже маленький екран, що робить менш вірогідним, що є місце для персоналізації.
- Вебкарти дозволяють спільне картографування, подібне таким технологіям вебкартографування, як DHTML/Ajax, SVG, Java, Adobe Flash тощо, дозволяють розподіляти збір даних та спільні зусилля. Прикладами таких проєктів є проєкт OpenStreetMap або спільнота Google Earth. Як і у випадку з іншими відкритими проєктами, забезпечення якості дуже важливо, проте надійність Інтернету та інфраструктури вебсерверів ще недостатньо хороша. Особливо, якщо вебкарта спирається на зовнішні розподілені джерела даних, автор оригіналу часто не може гарантувати доступність інформації.
- Вебкарти підтримують гіперпосилання на іншу інформацію в Інтернеті. Як і будь-яка інша вебсторінка або вікі, вебкарти можуть діяти як покажчик іншої інформації в Інтернеті. Будь-яка чутлива область на карті, текст мітки тощо може надати гіперпосилання на додаткову інформацію. Як приклад, карта, що відображає варіанти громадського транспорту, може безпосередньо посилатись на відповідний розділ в онлайн-графіку руху поїздів. Однак розробка вебкарт є досить складною, оскільки вона є: Незважаючи на зростаючу доступність безкоштовних та комерційних інструментів для створення вебкартографування та вебпрограм-GIS, створення інтерактивних вебкарт все ще є більш складним завданням, ніж набір та друк зображень. Багато технологій, модулів, послуг та джерел даних мають бути освоєні та інтегровані Середовища розробки та налагодження конгломерату різних вебтехнологій досі незручні та незручні.

## Історія
| - Події, пов’язані з картографією - Технічні події, безпосередньо пов’язані з вебкартографуванням - Загальні технічні події - Події, що стосуються вебстандартів |

Цей розділ містить деякі етапи вебкартографування, служб картографування в Інтернеті та атласів.
- 1989: Народження WWW, винайденого в ЦЕРНі для обміну дослідницькими документами.[11]
- 1993: Xerox PARC Map Viewer, перший сервер карт, заснований на CGI/Perl, дозволив репроєкцію стилю та визначення масштабу карти.
- 1994: Світовий локатор землетрусів, перший інтерактивний вебмаппінг, випущений на основі подання карти Xerox PARC.
- 1994: Національний атлас Канади [Архівовано 21 лютого 2006 у Wayback Machine.], випущена перша версія Національного атласу Канади. Можна розглядати як перший онлайн-атлас.
- 1995: Газет для Шотландії [Архівовано 9 січня 2015 у Wayback Machine.], випущена прототипна версія Газет для Шотландії. Перша географічна база даних з інтерактивним картографуванням.
- 1995: Служба картографування тигрів від Бюро перепису населення США, перша національна вебкарта вуличного рівня та перша велика вебкарта уряду США.
- 1995: MapGuide, вперше представлений як Argus MapGuide.
- 1996: Центр передових просторових технологій Інтерактивний картограф, заснований на оболонці CGI/C/GRASS, дозволить користувачеві вибрати географічний масштаб, базовий шар растру та кількість векторних шарів для створення персоналізованої карти.
- 1996: Mapquest, перша популярна в Інтернеті служба узгодження та маршрутизації адрес із вихідним відображенням.
- 1996: MultiMap, вебсайт MultiMap, що базується у Великій Британії, відкрив послуги з картографування, маршрутизації та розташування на основі Інтернету. Потрапив на один з найпопулярніших вебсайтів Великої Британії.
- 1996: Geomedia WebMap 1.0, перша версія Geomedia WebMap [Архівовано 22 вересня 2020 у Wayback Machine.], вже підтримує векторну графіку завдяки використанню ActiveCGM.
- 1996: MapGuide, Autodesk придбала Argus Technologies. Та представила Autodesk MapGuide 2.0.

Логотип Національного атласу США

- 1997: Інтернет-ініціатива Національного атласу США, USGS отримала мандат на координацію та створення Інтернет-національного атласу Сполучених Штатів Америки .
- 1997: UMN MapServer 1.0, розроблений в Університеті Міннесоти (UMN) як частина проєкту NASA ForNet. Виникла необхідність передавати дані дистанційного зондування через Інтернет для лісівників.
- 1997: GeoInfoMapper [Архівовано 3 лютого 2020 у Wayback Machine.] - GeoInfo Solutions розробив перший Java-GIS-аплет під назвою "JavaMap". Додаток підтримував експорт та перетворення даних MapInfo для відображення в тематичному інструменті відображення для Інтернету. GeoinfoMapper було продемонстровано на Комп’ютерному шоу у Вікторії в 1997 році, на нього посилаються в проєкті Universal Locator в Інформаційній школі UC Berkeley.[12]
- 1998: Terraserver USA, випущена Служба вебкарт, що обслуговує аерофотознімки (переважно ч+б) та USGS DRG. Одне з перших популярних WMS. Ця послуга є спільним зусиллям USGS, Microsoft та HP.
- 1998: Додати УМН картсервер 2,0, Додано перепроецірованіе підтримка (proj.4 [Архівовано 23 вересня 2020 у Wayback Machine.]).
- 1998: MapObjects Internet Map Server [Архівовано 18 березня 2007 у Wayback Machine.], вступ ESRI до бізнесу вебкартографування.
- 1999: Національний атлас Канади, 6-е видання, ця нова версія була випущена на конференції ICA 1999 в Оттаві. Ввів багато нових функцій та тем. Відтоді поступово вдосконалюється та постійно оновлюється технічними досягненнями.
- 2000: ArcIMS 3.0, перший публічний випуск ArcIMS ESRI.
- 2000: ESRI Geography Network, ESRI заснував Geography Network для розповсюдження даних та служб вебкарт.
- 2000: UMN MapServer 3.0, розроблений як частина проєкту NASA TerraSIP. Це також перший публічний випуск UMN Mapserver із відкритим кодом. Додана растрова підтримка та підтримка шрифтів TrueType (FreeType).
- 2001: GeoServer, старт проєкту GeoServer (Історія геосервера [Архівовано 19 листопада 2017 у Wayback Machine.])
- 2001: MapScript 1.0 для UMN MapServer, додає велику гнучкість рішенням UMN MapServer.
- 2001: Tirolatlas [Архівовано 3 грудня 2020 у Wayback Machine.], високоінтерактивний онлайн-атлас, перший, що базується на стандарті SVG.
- 2002: UMN MapServer 3.5, додана підтримка PostGIS та ArcSDE . Версія 3.6 додає початкову підтримку OGC WMS .
- 2002: ArcIMS 4.0, версія 4 сервера вебкарт ArcIMS .

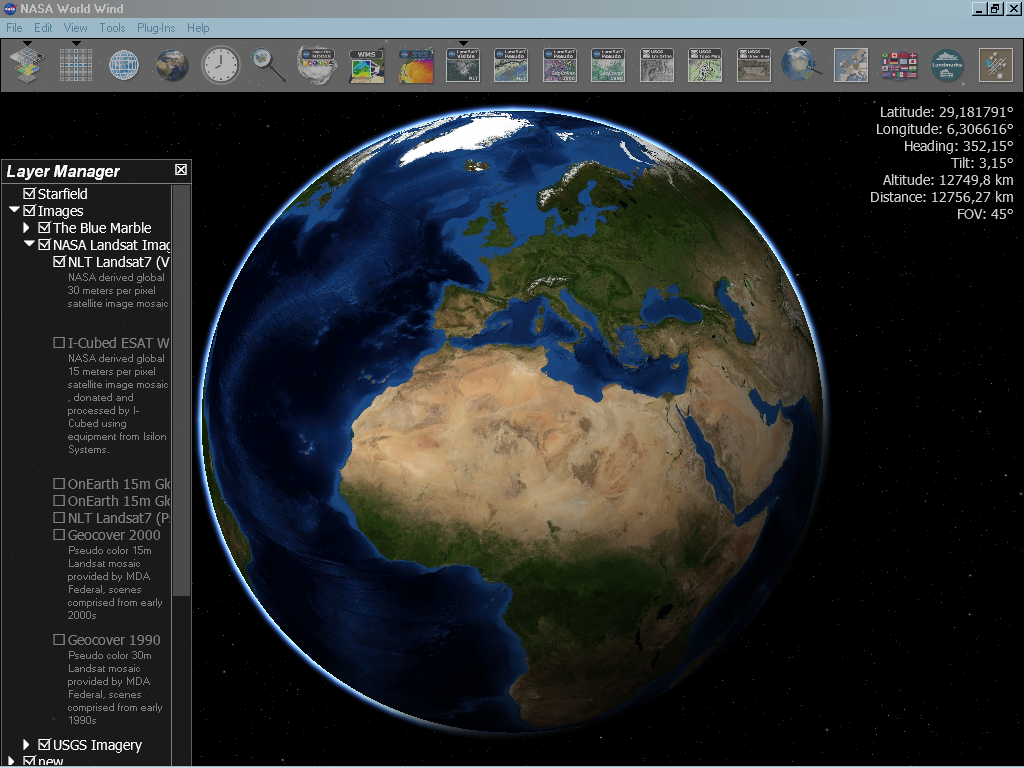
Знімок екрану з NASA World Wind

- 2003: Світовий вітер NASA, Світовий вітер NASA випущений. Відкритий віртуальний глобус, який завантажує дані з розподілених ресурсів через Інтернет. Місцевість та будівлі можна переглядати у тривимірному вимірі. Мова розмітки (на основі XML) дозволяє користувачам інтегрувати власний особистий вміст. Цей віртуальний глобус потребує спеціального програмного забезпечення і не працює у веббраузері.
- 2003: UMN MapServer 4.0, додає підтримку 24-бітного растрового виводу та підтримку PDF та SWF.
- 2004: OpenStreetMap, карта світу з відкритим кодом, відкритим вмістом, заснована Стівом Коустом.
- 2004: засновано Яндекс Карти.
- 2005: Google Maps, перша версія Google Maps. На основі растрових плиток, організованих за схемою чотирикутника, завантаження даних здійснюється за допомогою XMLHttpRequests. Цей додаток для картографування став надзвичайно популярним в Інтернеті, ще й тому, що він дозволяв іншим людям інтегрувати служби картографічних служб Google у свій власний вебсайт.
- 2005: UMN MapServer представлений як відкритий код Геопросторовою фундацією з відкритим кодом (OSGeo). UMN MapServer 4.6, додає підтримку SVG .
- 2005: MapGuide Open Source представлений Autodesk як відкритий код
- 2005: Google Earth, перша версія Google Earth була випущена, спираючись на метафору про віртуальний глобус. Місцевість та будівлі можна переглядати у тривимірному вимірі. Мова розмітки KML (на основі XML ) дозволяє користувачам інтегрувати власний особистий вміст. Цей віртуальний глобус потребує спеціального програмного забезпечення і не працює у веббраузері.
- 2005: OpenLayers, перша версія бібліотеки Javascript з відкритим кодом OpenLayers.
- 2006: Запущено WikiMapia
- 2009: Nokia зробила Ovi Maps безкоштовними на своїх смартфонах.
- 2010: MapBox був заснований
- 2012: Apple видалила Карти Google як програму картографування за замовчуванням і замінила її власною програмою картографування.[13]
- 2013: MapBox оголосив Векторні плитки для вулиць MapBox

## Технології
Для технологій вебвідображення потрібні як серверні, так і клієнтські програми. Далі наведено перелік технологій, що використовуються у вебвідображенні.
- Просторові бази даних — це, як правило, об’єктні реляційні бази даних, розширені географічними типами даних, методами та властивостями. Вони необхідні, коли вебзастосуванню картографії доводиться мати справу з динамічними даними (які часто змінюються) або з величезною кількістю географічних даних. Просторові бази даних дозволяють просторові запити, добірки, перепроєкції та маніпуляції з геометрією та пропонують різні формати імпорту та експорту. PostGIS — яскравий приклад; це відкритий код. MySQL також реалізує деякі просторові функції. Oracle Spatial, Microsoft SQL Server (з просторовими розширеннями) та IBM DB2 - комерційні альтернативи. Специфікація «Прості функції» Відкритого геопроцесорного консорціуму (OGC) - це стандартна модель даних геометрії та набір операторів для просторових баз даних. Частина 2 специфікації визначає реалізацію з використанням SQL.
- Плиточні вебкарти відображають відтворені карти, складені з "плиток" растрового зображення.
- Векторні плитки також стають все більш популярними - Google і Apple перейшли до векторних плиток. Mapbox.com також пропонує векторні плитки. Цей новий стиль вебвідображення не залежить від роздільної здатності, а також має перевагу динамічного показу та приховування функцій залежно від взаємодії.
- Сервери WMS генерують карти, використовуючи такі параметри для користувацьких опцій, як порядок шарів, стиль та символізація, обсяг даних, формат даних, проєкція тощо. OGC стандартизувала ці варіанти. Іншим стандартом сервера WMS є служба Tile Map . Стандартні формати зображень включають PNG, JPEG, GIF та SVG.

## Курси
Курси вебкартографування пропонуються в декількох університетах. Ось кілька представницьких.
- Відкрита вебкарта (GEOG 585), запропонована Університетом штату Пенсильванія, "https://www.e-education.psu.edu/geog585/ [Архівовано 21 вересня 2020 у Wayback Machine.]"
- Вебкарта (GEOG 371), запропонована Університетом штату Орегон, " https://github.com/jakobzhao/geog371 [Архівовано 2 листопада 2020 у Wayback Machine.]"
- Програмування для вебкартографування (MAP 672), запропоноване Університетом Кентукі, " http://newmapsplus.uky.edu/new-maps-plus-programs-and-online-courses#map672 [Архівовано 28 травня 2018 у Wayback Machine.]"
- Вебкарта (GEOG 490), запропонована Орегонським університетом